# Linia kolejowa nr 135
Linia kolejowa nr 135 – magistralna, dwutorowa, zelektryfikowana linia kolejowa znaczenia państwowego, łącząca stacje Gliwice Łabędy i Pyskowice.
W latach 2010 – 2013 linia została zmodernizowana oraz przebudowana została znajdująca się na niej stacja Pyskowice w ramach projektu „Rewitalizacja linii kolejowej nr 132/135 na odcinku Gliwice Łabędy - Strzelce Opolskie - Opole Groszowice”.
W latach 2022 – 2023 planowana jest kolejna modernizacja linii wraz z przebudową układów torowych, sieci trakcyjnej oraz urządzeń sterowania ruchem kolejowym.

## Charakterystyka techniczna
Linia w całości jest klasy D3, maksymalny nacisk osi wynosi 221 kN dla lokomotyw oraz wagonów, a maksymalny nacisk liniowy wynosi 71 kN (na metr bieżący toru). Linia wyposażona jest w sieć trakcyjną typu YC150-2CS150, która jest dostosowana do maksymalnej prędkości 200 km/h, obciążalność prądowa wynosi 2730 A, a minimalna odległość między odbierakami prądu wynosi 20 m. Linia zaopatrzona jest w elektromagnesy samoczynnego hamowania pociągów. Linia podlega pod obszar konstrukcyjny ekspozytury Centrum Zarządzania Linii Kolejowych Sosnowiec, a także pod Zakład Linii Kolejowych Tarnowskie Góry. Prędkość maksymalna poruszania się pociągów na linii wynosi 100 km/h, a jej prędkość konstrukcyjna wynosi 120 km/h. Obowiązują następujące maksymalne prędkości:
| Tor nieparzysty (kierunek: Pyskowice) | Tor nieparzysty (kierunek: Pyskowice) | Tor nieparzysty (kierunek: Pyskowice) | kilometraż | kilometraż | Tor parzysty (kierunek: Gliwice Łabędy) | Tor parzysty (kierunek: Gliwice Łabędy) | Tor parzysty (kierunek: Gliwice Łabędy) |
| Pociągi pasażerskie                   | Autobusy szynowe i EZT                | Pociągi towarowe                      | od         | do         | Pociągi pasażerskie                     | Autobusy szynowe i EZT                  | Pociągi towarowe                        |
| 60                                    | 60                                    | 60                                    | -0,408     | -0,140     | 60                                      | 60                                      | 60                                      |
| 100                                   | 100                                   | 100                                   | -0,140     | 4,784      | 100                                     | 100                                     | 100                                     |
| 100                                   | 100                                   | 100                                   | 4,784      | 5,777      | 100                                     | 100                                     | 100                                     |

Linia na odcinku -0,408 – 5,689 została uwzględniona w kompleksową i bazową towarową sieć transportową TEN-T, a w całości w sieć międzynarodowych linii transportu kombinowanego (AGTC) - fragment linii kolejowej C-E 30.
Na linii zostały wprowadzone ograniczenia w związku z niezachowaniem skrajni - nieodpowiednia odległość i wysokość dźwigaru wiaduktów, krawędzi peronowych, krawędzi przyczółków wiaduktów od osi toru oraz poziomu główki szyny.

## Galeria

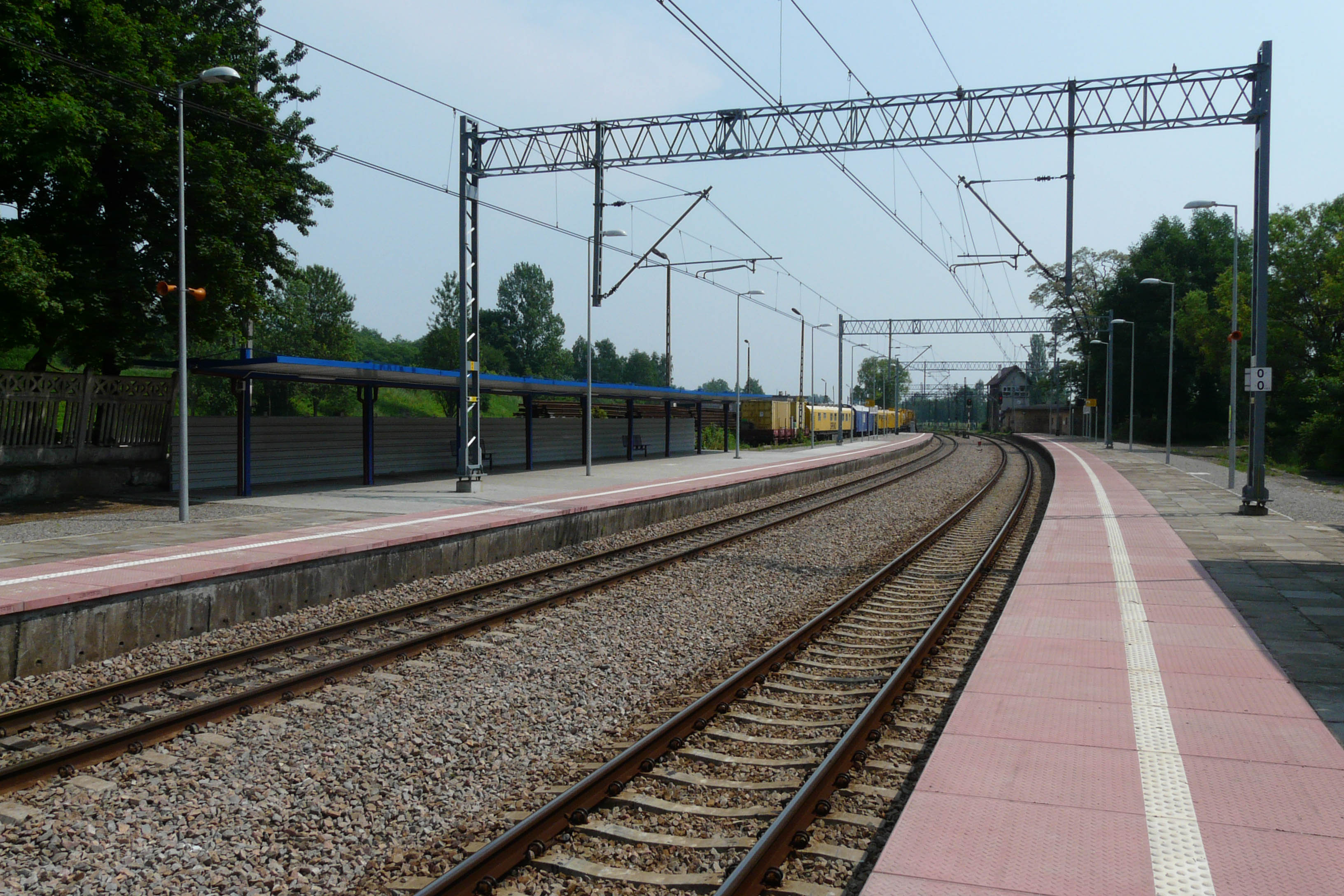
Perony 2 i 3 na stacji Gliwice Łabędy
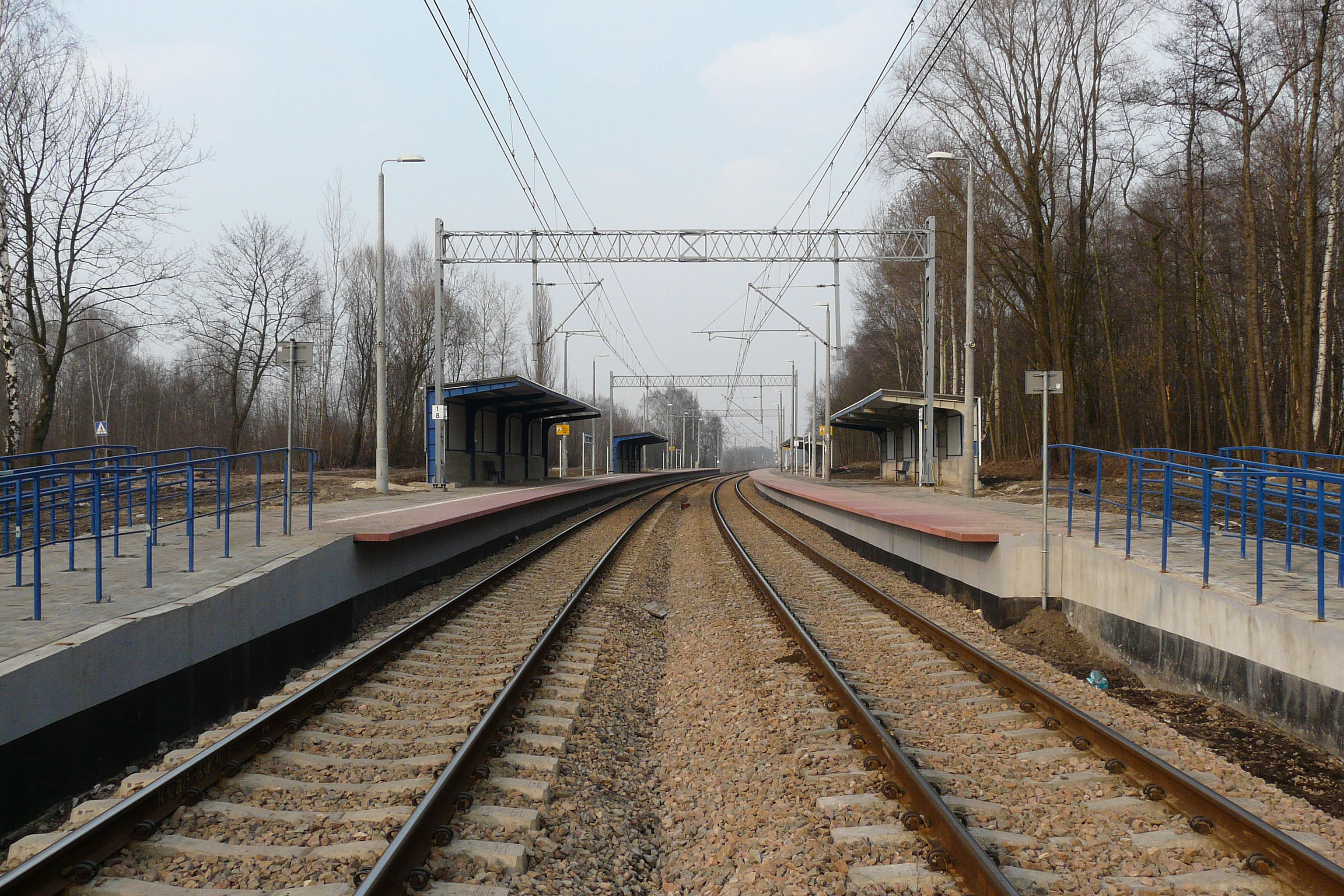
Przystanek osobowy Gliwice Kuźnica
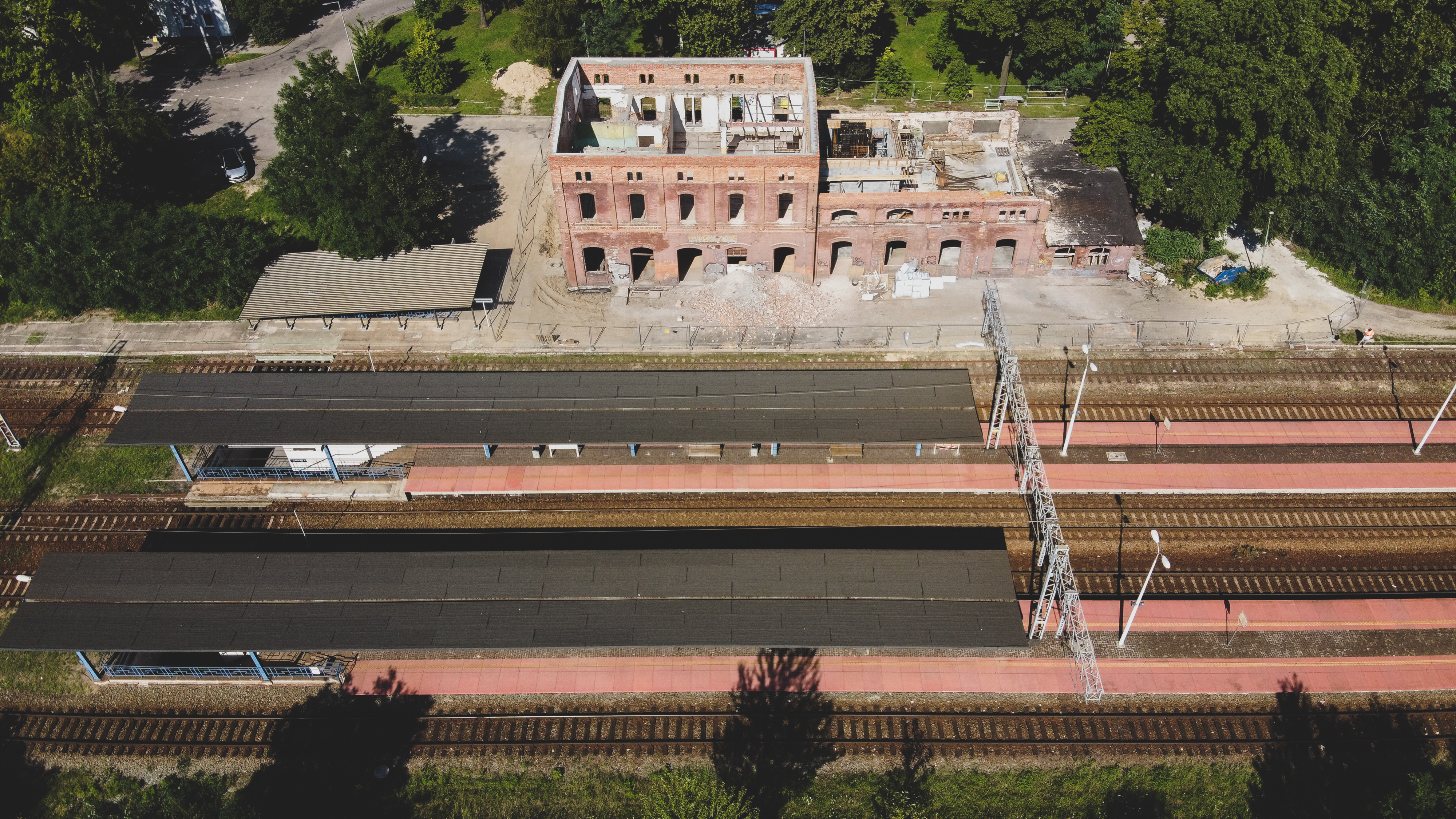
Stacja Pyskowice (2021)
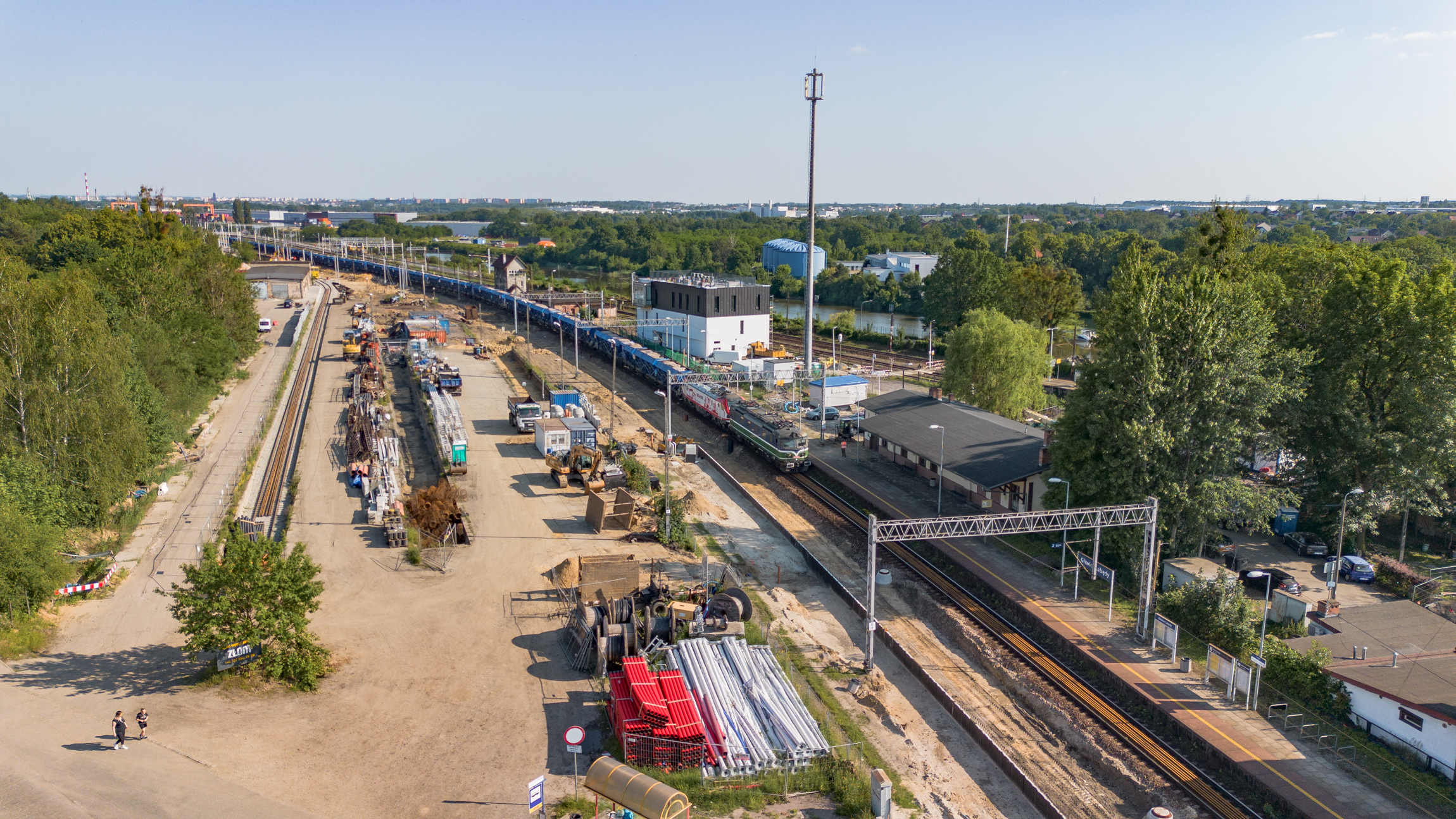
Gliwice Łabędy w trakcie przebudowy (2025)
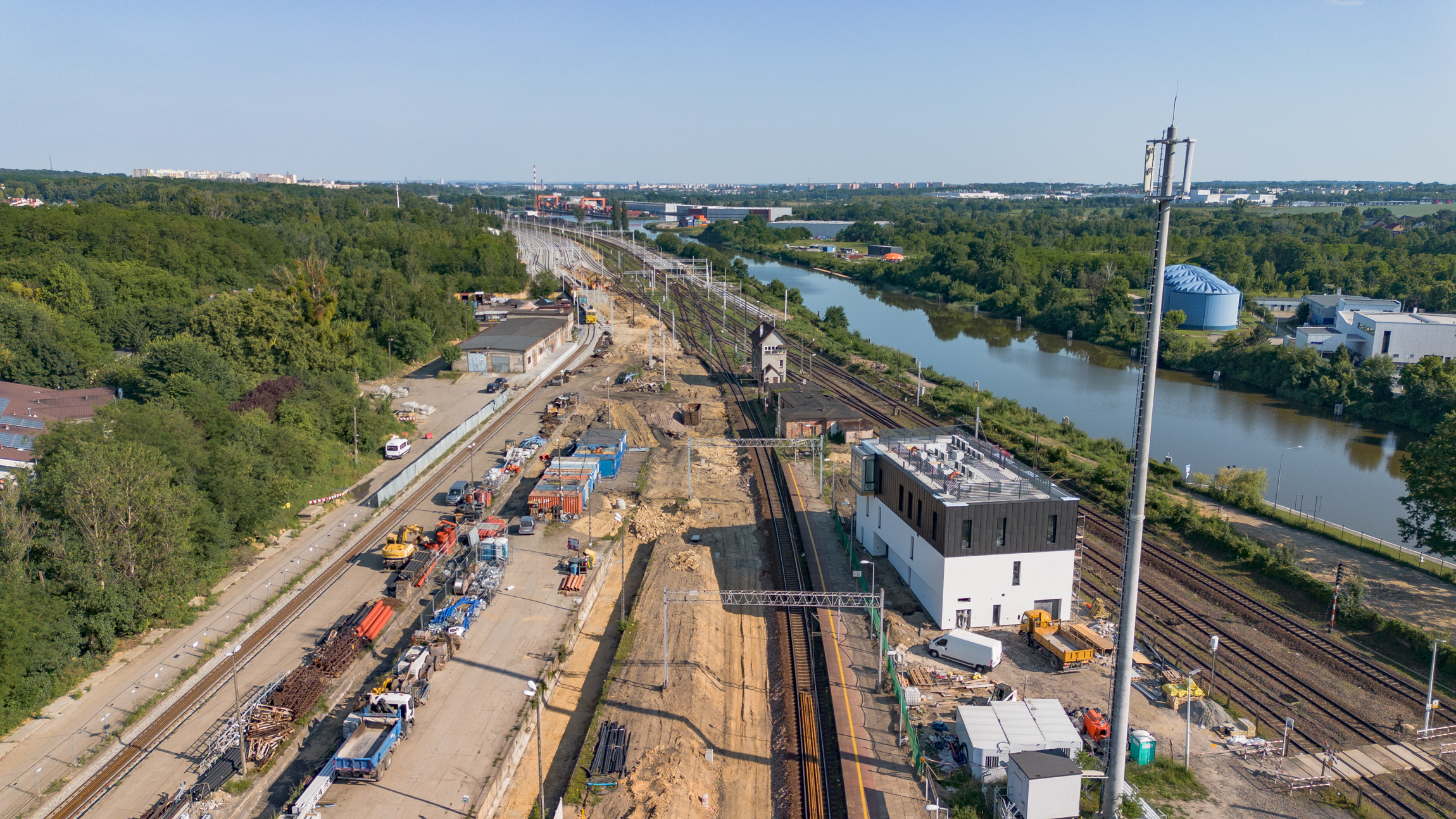
Gliwice Łabędy w trakcie przebudowy (2025)